# 瑟利什泰亞鄉
45°54′N 23°24′E / 45.900°N 23.400°E
瑟利什泰亞鄉（羅馬尼亞語：Comuna Săliștea, Alba），是羅馬尼亞的鄉份，位於該國中部，由阿爾巴縣負責管轄，面積60平方公里，海拔高度359米，2011年人口2,197，人口密度每平方公里39人。1961年罗马尼亚考古学家在瑟利什泰亚的特尔特利亚村（Tărtăria），发现了著名的特尔特里亚图章。